# Velered kralja Petra Krešimira IV. s lentom i Danicom
Velered kralja Petra Krešimira IV. s lentom i Danicom je odlikovanje Republike Hrvatske koje zauzima treće mjesto po važnosnome slijedu u redoslijedu hrvatskih odlikovanja. Velered je ustanovljen 10. ožujka 1995. godine.
Velered se dodjeljuje:
- dostojanstvenicima, visokim državnim dužnosnicima i čelnicima međunarodnih organizacija za njihov doprinos međunarodnom ugledu i položaju Republike Hrvatske;
- hrvatskim i stranim, predsjednicima parlamenata i vlada, za izniman doprinos neovisnosti i cjelovitosti Republike Hrvatske, izgradnji i napretku Republike Hrvatske te za izniman doprinos razvitku odnosa Republike Hrvatske i hrvatskog naroda s drugim državama i narodima;
- najvišim vojnim dužnosnicima oružanih snaga Republike Hrvatske za izniman doprinos u stvaranju ratne strategije i vojne doktrine, zasluge u izgradnji Hrvatske vojske, te za osobite uspjehe u vođenju i zapovijedanju postrojbama oružanih snaga Republike Hrvatske.

## Izgled
Velered se sastoji od znaka Velereda s lentom, Danice, male oznake Velereda te umanjenice Velereda.
Znak Velereda izrađen je od srebra u obliku stilizirana kvadrata, položen na prekrižene mačeve. Na licu Velereda je okrugli zlatni medaljon, uokviren troprutim pleterom na bijeloj emajliranoj podlozi. Na medaljonu je reljefno istaknut lik hrvatskog kralja Petra Krešimira IV. s krunom, mačem u desnoj i križem u lijevoj ruci, kako stoji na stiliziranom pramcu ratnog broda na kojem je natpis KREŠIMIR IV. Medaljon je položen u središte bogata srebrna pletera s pet petlji u čijim je probojima podloga od plava emajla koji tvore osnovu razvedena i zaobljena kvadrata znaka Velereda.
Danica Velereda izrađena je od srebra, ispupčena je i osmerokraka, na licu joj se nalaze osam istaknutih i osam kraćih srebrnih zraka te između njih 16 zraka izrađenih od zlata. U sredini je medaljon istovjetan znaku Velereda.
Izgled i tehnička izvedba Velereda, kao i izgled i opis isprave o dodjeli Velereda propisani su posebnim Pravilnikom Velereda.

## Poticaj za dodjelu i uručivanje
Predsjednik Republike Hrvatske dodjeljuje odlikovanje Velereda na vlastiti poticaj ili na prijedlog Državnog povjereništva za odlikovanja i priznanja Republike Hrvatske, kojemu prijedloge dostavljaju predsjednik Hrvatskoga sabora, predsjednik Vlade Republike Hrvatske, ministar obrane i ministar unutarnjih poslova.
Predsjednik Republike uručuje Velered osobno ili može kao svog izaslanika za uručenje Velereda imenovati predsjednika Hrvatskoga sabora, predsjednika Vlade Republike Hrvatske te iznimno osobu po odluci predsjednika Republike.

## Način nošenja i isticanja
Način nošenja i isticanja uređeno je posebnim pravilnikom Velereda. Odlikovane osobe ističu Velered prilikom svečanih prigoda (npr. proslava nacionalnih blagdana, svečani primjemi i sl.).
Lentu s Veleredom odlikovane osobe ističu ovješenu od desna ramena na lijevi bok zajedno s Danicom na lijevoj strani grudi. Ako je osoba odlikovana i Veleredom kralja Tomislava s lentom i Velikom Danicom te Veleredom kraljice Jelene s lentom i Danicom ističe uz Velered kralja Tomislava s lentom Velikom Danicom, Danicu Velereda kraljice Jelene te Danicu ovoga Velereda.
Mala oznaka Velereda se ističe isključivo na službenoj odori (npr. vojna odora, policijska odora, i sl.), a umanjenica isključivo na civilnoj odjeći. Umanjenica Velereda ističe se prilikom svečanih prigoda, uz obraćanje pozornost na primjeren izgled, ponašanje i dostojanstvo kao i važnost prigode kada se odlikovanje ističe. Žene ističu umanjenicu Velereda na lijevoj strani grudi, dok je muškarci ističu u lijevom zapučku, odnosno na lijevom suvratku odijela, uz druge umanjenice složene u niz po važnosnome slijedu. Zajedno sa znakom Velereda i Danicom nije dopušteno isticati malu oznaku i umanjenicu istog Velereda.

## Nositelji/ce Velereda
Veleredom kralja Petra Krešimira IV. s lentom i Danicom, između ostalih, odlikovani su:
- Ante Gotovina[1]
- Mladen Markač[2]
- Davor Domazet-Lošo[3]
- Mark Dayton[4]
- Pavao Miljavac[5]
- Drago Lovrić[6]
- Roland Ertl[7]
- Josip Lucić[8]
- George Robertson[9]
- Petar Stipetić[10]
- Martin Špegelj[11]
- Anton Tus[11]
- Vlatko Pavletić[12]
- Zlatko Mateša[12]
- Zvonimir Červenko[13]
- Janko Bobetko[14]
- Žarko Domljan[14]
- Franjo Gregurić[14]
- Nedjeljko Mihanović[14]
- Hrvoje Šarinić[14]
- Gojko Šušak[14]
- Nikica Valentić[14]
- Vladimir Šeks
- Jaap de Hoop Scheffer[15]